# Таити
Таити (на френски: Tahiti) е най-големият остров във Френска Полинезия. Намира се в архипелага Дружествени острови в южната част на Тихия океан. Географските му координати са 17°37′ ю.ш. 149°26′ з.д. На острова живеят 170 000 души (2002), което го прави най-многолюдният остров във Френска Полинезия. Столица на Таити е Папеете и тя се намира в северозападната част на острова. Старото име на Таити е Отахеите.

## География
Таити е най-големият от всичките 115 острова и атола във Френска Полинезия с обща площ 1048 km2 и дължина 45 km. Най-високата точка на Таити е връх Ороена (2241 m). Състои се от два планински масива – Таити Нуи („голямо Таити“, разположен в северозападната част) и Таити Ити („малко Таити“, в югоизточната), свързани чрез провлак, широк 2 km. От двата дяла Таити Нуи е значително по-развитият. Островът е с вулканичен произход изграден от базалти и обкръжен от коралови рифове. Климатът е тропичен, морски. Дъждовният сезон е от ноември до април, с годишна сума на валежите 1500 mm. Склоновете на планините са обрасли с гъсти и влажни тропични гори. В крайбрежните тесни равнини се отглеждат кокосови палми, банани, захарна тръстика, ванилия, ананаси, таро, ямс, батати. В крайбрежните води местното население лови риба и бисерни миди.

## История
Полинезийското заселване на островите се датира между 300 и 800 г., като преселниците идват от архипелазите Тонга и Самоа. За първи път островите са забелязани през 1606 г. от испански корабоплаватели, но първото посещение на европейци е едва през 1767 г.
Най-важният европейски мореплавател, изследвал Таити, е френският капитан Луи Антоан дьо Бугенвил. Силно впечатление в Европа направили описанията на архипелага, което в духа на тогавашната епоха Таити е представено като райско място, на което хората живеят просто и щастливо, далеч от покварата на цивилизацията. Островът е посетен и описан и от капитан Джеймс Кук през 1769.
След идването на европейците, докъм края на XVIII век населението е почти унищожено от тиф и едра шарка. През 1842 над архипелага е установен френски протекторат, а през 1880 кралят на Таити приема установяването на френско управление. Така Таити е територия на Франция.
Известен факт е, че на острова е творил и живял известният художник Пол Гоген.

## Население
| Община        | Население | Площ, km2 | Гъстота, д/km2 | Подобщини                       | Бележки                                                            |
| ------------- | --------- | --------- | -------------- | ------------------------------- | ------------------------------------------------------------------ |
| Аруе          | 9494      | 21,45     | 443            |                                 | Най-голямата община (по население) в Таити и във Френска Полинезия |
| Фаа           | 29 781    | 34,2      | 871            |                                 |                                                                    |
| Хитиа О Те Ра | 8691      | 218,2     | 40             | Хитиа, Махаена, Папеноо, Тиареи | Административният център на общината е в Хитиа                     |
| Маина         | 14 356    | 51,6      | 278            |                                 | Близо до река Папеноо                                              |
| Паеа          | 12 084    | 64,5      | 187            |                                 |                                                                    |
| Папара        | 10 630    | 92,5      | 115            |                                 |                                                                    |
| Папеете       | 26 050    | 17,4      | 1,497          |                                 | Столица на Френска Полинезия и вторият по големина град            |
| Пирае         | 14 551    | 35,4      | 411            |                                 | Намира се между Папеете и Аруе                                     |
| Пинауииа      | 25 399    | 75,9      | 335            |                                 | Пинауииа е третият по големина град във Френска Полинезия          |
| Теарапу-Изток | 11 538    | 218,3     | 53             | Афаахити, Фааоне, Пуеу, Таутира | Отдалечен остров наречен Мехетиа също принадлежи на общината       |
| Теарапу-Запад | 7007      | 104,3     | 67             | Теахупоо, Таохоту, Верао        | Разпростира се на повече от половината на полуостров Таити Ити     |
| Тева И Ута    | 8591      | 119,5     | 72             | Матееа, Папеари                 | Административният център на общината е в Матееа                    |

## Икономика
Туризмът е сред най-важните отрасли, като особено голям човекопоток има по време на фестивала Хеива в Папеете. На този фестивал през юли се чества местната култура, както и превземането на Бастилията във Франция.
Таитянската валута, френският тихоокеански франк, (CFP, означаван също като XPF), е привързан към еврото (1 CFP = EUR 0,00838).
Индустралното отглеждане на таитянската перла (т.нар. „черна перла“) е значителен източник на приходи, като повечето от перлите се изнасят за Япония, Европа и САЩ. Таити също изнася ванилия, плодове, цветя, риба, кокосово масло, растителни масла за парфюмерийната индустрия и др.

## Наука и образование
Университетът на Френска Полинезия се намира на остров Таити. Това е малък университет с 2000 студенти и 60 изследователи.

## Транспорт

### Въздушен
Faa'a International Airport се намира на 5 km от Папеете в община Фаа и е единственото международно летище във Френска Полинезия. Поради липсата на равен терен, вместо да се изравняват големи участъци от наклонена земеделска земя, летището е изградено предимно върху обработени земи на коралов риф точно до брега.
Международните дестинации като Оукланд, Ханга Роа, Хонолулу, Лос Анджелис, Париж, Сантяго де Чили, Сидни и Токио са обслужвани от Air France, Air New Zealand, Air Tahiti Nui, Hawaiian Airlines и LAN Airlines.
Полетите във Френска Полинезия и Нова Каледония се обслужват от Aircalin, Air Moorea и Air Tahiti, последните две авиокомпании имат седалище на летището.

### Ферибот
The Ferry Mo'orea работи от Папеете и отнема около 45 минути до Moorea. Други фериботи са Aremiti 5 и Aremiti 7 и тези два ферибота плават до Moorea за около половин час. Има и няколко фериботи, които превозват хора и товари през островите. Основният център за тези фериботи е Papeete Wharf.

### Инфраструктура
Таити има магистрала, която се намира на западния бряг. Тази магистралата започва в Аруе и продължава през градската зона на Папеете. След това продължава по протежение на западното крайбрежие на Таити Нуи през по-малки селища. Магистралата се отклонява на изток към Таити Ити.

## Население
Основна част са таитяните от полинезийски произход, както и европейци и азиатци, предимно китайци. Таитяните са граждани на Франция и имат пълни граждански и политически права. На острова се говори на таитянски и френски език.